# Charmion
Charmion is een geslacht van vlinders van de familie dikkopjes (Hesperiidae), uit de onderfamilie Pyrginae.

## Soorten
- C. ficulnea (Hewitson, 1868)
- C. ladana (Butler, 1870)